# Gundars Vētra
Gundars Vētra (Ventspils, Letonia, 22 de mayo de 1967) es un exjugador y entrenador de baloncesto letón. Con 1,98 metros de altura, jugaba en la posición de alero.

## Trayectoria

### Profesional
Pasó la mayor parte de su carrera en clubes europeros (Letonia, Rusia, Turquía), pero tuvo una breve experiencia en la NBA, con Minnesota Timberwolves, a principios de los 90, cuando no era tan usual que jugadores no americanos fueran a probar en la mejor liga del mundo, siendo el primer letón en jugar en esa liga. Fue integrate de la selección de la Unión Soviética y de Letonia.

### Entrenador
[actualizar]

## Estadísticas de su carrera en la NBA

### Temporada regular
| Año     | Equipo    | PJ | PT | MPP | %TC  | %3P   | %TL  | RPP | APP | ROB | TPP | PPP |
| ------- | --------- | -- | -- | --- | ---- | ----- | ---- | --- | --- | --- | --- | --- |
| 1992–93 | Minnesota | 13 | 0  | 6.8 | .475 | 1.000 | .667 | .6  | .5  | .2  | .0  | 3.5 |
| Total   | Total     | 13 | 0  | 6.8 | .475 | 1.000 | .667 | .6  | .5  | .2  | .0  | 3.5 |

## Vida personal
Tiene dos hijas que han jugado en el baloncesto universitario estadounidense. Laura jugó para las Fairfield Stags (2009-2013) y Ruta para las NJIT Highlanders (2013-2017).